# Station West Ealing
Station West Ealing is een spoorwegstation aan de Great Western Main Line in de plaats West Ealing, in de Londense buitenwijk Ealing. Het ligt op 10,6 km ten westen van London Paddington. Het station is ook een eindpunt van een pendeldienst op een zijlijn naar Greenford (de Greenford Branch Line).

## Geschiedenis

### 19e en 20e eeuw
Het station werd geopend op 1 maart 1871 als Castle Hill aan de Great Western Railway, die tussen Paddington en Maidenhead door Ealing loopt en werd aangelegd in 1836-1838. Het station werd in 1875 omgedoopt tot Castle Hill Ealing Dean. Vanaf 1 maart 1883 werd het station ook bediend door de District Railway tussen Mansion House en Windsor. Deze dienst werd op 30 september 1885 gestaakt omdat die niet rendabel was. Op 1 juli 1899 werd het station omgedoopt tot West Ealing.
Aanvankelijk had het station drie versprongen perrons, een tussen langs het kopspoor en een eilandperron tussen de sporen 2 en 3 aan de westkant, het derde lag langs spoor 4 ten oosten van de brug van de Drayton Green Road. Het station bevond zich naast de belangrijkste boter en kaasfabriek van de London Co-operative Society en werd daarom rond 1905 voorzien van een speciaal melktreinperron.
Perron 1 en zijn gevelbeplating werden eind jaren 60 van de 20e eeuw gesloopt. In 1987 werd een nieuw stationsgebouw uit baksteen opgeleverd nadat het stationsgebouw uit 1871 was gesloopt. De toegang tot het perron langs spoor 4 lag van 1985 tot begin 1990 tegenover het stationsgebouw. Perron 4 werd in 1990 gesloopt en verplaatst naar de westkant van de brug op de plaats waar het inmiddels gesloten melkpakhuis stond. Het eilandperron werd begin 1991 aan de kant van spoor 2 ingekort en afgezet met een hek omdat treinen op de hoofdlijn het station niet meer bedienden. De restanten van het melktreinperron zijn vandaag de dag nog te zien naast spoor 5.

### Crossrail
West Ealing was in de plannen van Crossrail uit de jaren 90 opgenomen als onderdeel van hun oost-west lijn, de Elizabeth Line. In 2003 werd echter voorgesteld om Crossrail niet te laten stoppen bij West-Ealing. Na een inspraakronde werd besloten om de treinen toch zeven dagen per week te laten stoppen bij West Ealing. De ritten over de Greenfordtak moesten wel plaats maken om dit mogelijk te maken en de Greenfordtak kreeg een eigen kopspoor. De bouw van de Elizabeth Line begon in 2008 en zou eind 2018 geopend worden. Het bovengrondse deel van deze lijn ten westen van de stad bestaat uit bestaande spoorlijnen en stations, waaronder West Ealing, die zijn aangepast voor stadsgewestelijk verkeer. In mei 2011 kondigde Network Rail aan dat het verbeteringen en aanpassingen zou doorvoeren om het station voor te bereiden op Crossrail. In 2015 werd het ontwerp van het station goedgekeurd door Ealing Council, waardoor de bouw kon beginnen. Het werk omvatte een nieuw stationsgebouw ontworpen door Bennetts Associate met toegang vanaf Manor Road, een kopspoor voor de Greenfordtak, perronverlengingen en rolstoeltoegankelijke stations. In 2019 werden contracten voor het nieuwe stationsgebouw gegund, waarna de bouw van het nieuwe stationsgebouw echt van start ging. Transport for London en Ealing Borough Council legden bij het station een fietsenstalling aan, de trottoirs werden verbreed en van bomen voorzien en de verkeersdrempels ronde het station werden verhoogd en kregen daarbij een granieten bovenlaag. Na vertragingen als gevolg van de COVID-19-pandemie opende het nieuwe stationsgebouw aan de noordkant van het spoor op 25 maart 2021 en werd het bakstenen stationsgebouw aan Drayton Green Road definitief gesloten.

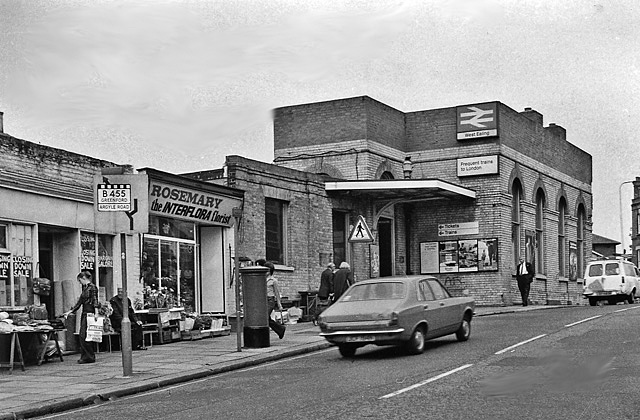
Het stationsgebouw uit 1871
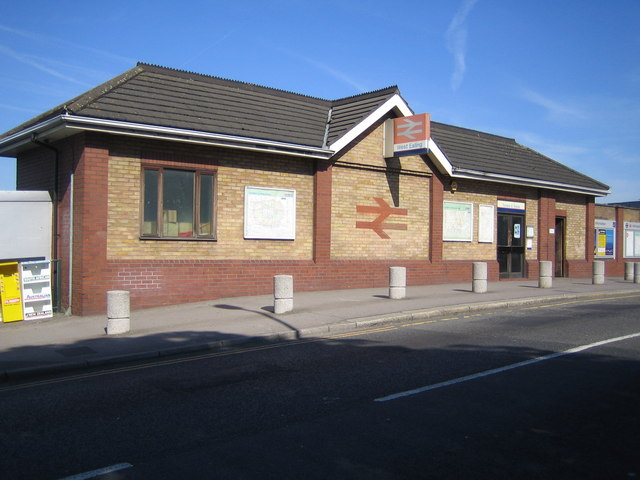
Het stationsgebouw uit 1987
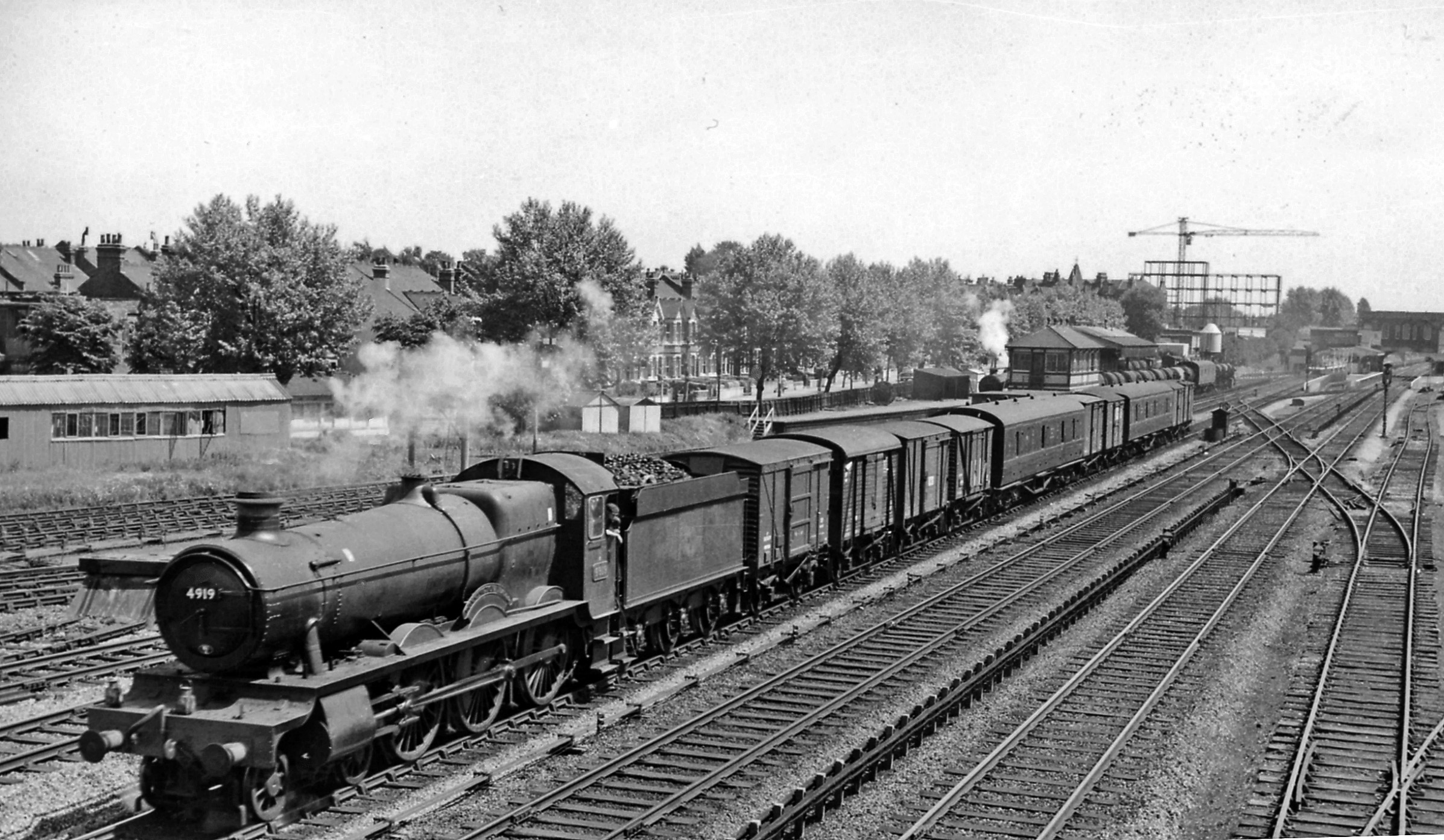
Een trein naar het westen passeert de melkoverslag, rechts op de achtergrond staat het stationsgebouw langs het viaduct

## Ongevallen en incidenten
Op 5 augustus 1989 botste een sneltrein van Oxford naar Paddington tegen een stuk spoor dat op de baan was achtergelaten, waarschijnlijk door vandalen, en de locomotief, Class 50 50025 Invincible, ontspoorde op de wissels in de buurt van perron 2 (deze wissels werden in november van dat jaar verwijderd). Er vielen geen ernstige gewonden. 

## Reizigersdienst
Sinds oktober 2008 kan de Oyster "pay as you go" card worden gebruikt voor reizen die beginnen of eindigen in West Ealing. In september 2016 begon Great Western Railway met het treindiensten vanuit Paddington met treinstellen Class 387, dit had tot gevolg dat de treinen van/naar Greenford die deze rijpaden gebruikten voortaan eindigden op het kopspoor (spoor 5) in plaats van tot Paddington te rijden. In juni 2017 werd bekend dat de oplevering van het station werd uitgesteld tot 2019. In december 2017 nam MTR Crossrail het beheer van het station over van Great Western Railway en, vooruitlopend op de Elizabeth line, nam Transport for London (TfL) op 20 mei 2018 de stopdiensten tussen Paddington en Heathrow, de Heathrow Connect, over. In december 2018 begon Chiltern Railways met een "parlementaire dienst" van een slag op werkdagen naar South Ruislip en High Wycombe via de Greenford-lijn. Het verving een dienst naar London Paddington via de Acton-Northolt lijn. Na de Covid-19-pandemie werd de dienst teruggebracht tot één keer per week op woensdag.
De dienstregeling omvat:

### Great Western
- 2 treinen per uur naar Greenford

### Chiltern Railways
- 1 trein per week op woensdag naar West Ruislip

### Elizabeth line
- 4 treinen per uur naar London Paddington
- 2 treinen per uur naar Heathrow Terminal 4
- 2 treinen per uur naar Heathrow Terminal 5